# ほの国東三河ロケ応援団
座標: 北緯34度46分2.5秒 東経137度22分57.4秒 / 北緯34.767361度 東経137.382611度

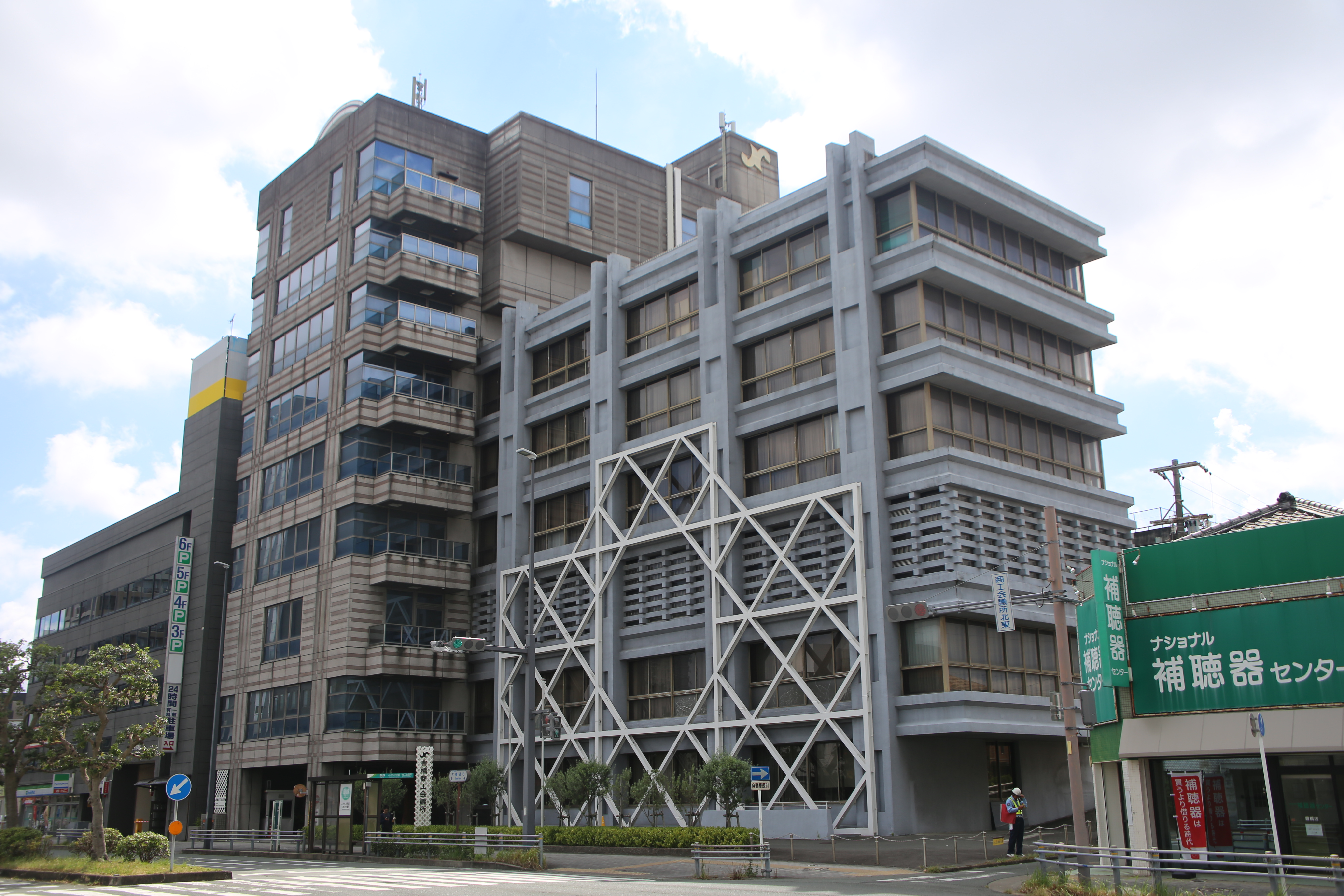
豊橋商工会議所

ほの国東三河ロケ応援団（ほのくにひがしみかわろけおうえんだん）は、愛知県東三河の8市町村（豊橋市、豊川市、田原市、新城市、蒲郡市、設楽町、東栄町、豊根村）が連携して当たるフィルムコミッション。2008年に豊橋商工会議所と愛知県東三河広域観光協議会が共同で設立したもの。各地のロケ誘致団体が加盟しているNPO法人ジャパン・フィルムコミッションには未加入。
2022年、豊橋市のロケ地誘致においては、中心的な役割を果たしていた鈴木惠子により「とよはしフィルムコミッション」が引き継いだ形となる。

## 事務局
- 愛知県豊橋市花田町42-1 豊橋商工会議所8F　豊橋観光コンベンション協会内

## 実績
- 映画
  - ヘブンズ・ドア　2008年

- ドラマ
  - みんな!エスパーだよ!（テレビ東京）　2013年4月 - 7月
  - 太陽の罠（NHK）2013年11月 - 12月
  - LEADERS（TBS系）2014年3月
  - ルーズヴェルト・ゲーム（TBS系）2014年4月 -

- 教養番組
  - タイムスクープハンター　2014年5月24日

- CM
  - 大塚食品「MATCH」